# أل رومانو
أل رومانو (بالإنجليزية: Al Romano)‏ هو لاعب كرة قدم أمريكية أمريكي، ولد في 14 أبريل 1954 في سكنيكتادي في الولايات المتحدة.

## وصلات خارجية
- أل رومانو على موقع JustSportsStats.com (الإنجليزية)